# Armata del Mississippi dell'Ovest
L'Armata del Mississippi dell'Ovest fu un'armata dell'Unione che operò nel teatro di guerra dell'Ovest durante la guerra di secessione americana. Si trattò effettivamente, delle stesse forze che formavano l'Armata del Golfo che fu rinominata quando divenne parte della Divisione militare del Mississippi dell'Ovest, nel Dipartimento del Golfo comandato dal maggior generale Edward Canby.

## Storia
Dopo la disastrosa campagna del Red River del marzo 1864, il generale Nathaniel P. Banks rassegnò le dimissioni dal comando dell'Armata e del Dipartimento del Golfo, incarico che fu affidatao al maggior generale Stephen Hurlbut. Le forze militari presenti nella regione furono scarsamente impegnate in attività belliche fino all'agosto del 1864 quando, sotto il comando del generale Gordon Granger, parteciparono all'attacco di terra nella battaglia di Mobile Bay.
Nel 1865 il XIII e il XVI Corpo d'armata furono aggregati alla Divisione del Mississippi dell'Ovest e combatterono sotto il comando del generale Canby, che rinominò le forze in Armata del Mississippi dell'Ovest. Con questo nuovo nome combatté, tra la fine di marzo e i primi di aprile, nelle battaglie di Spanish Fort e di Fort Blakely. Quando più tardi Canby fu nominato comandante del Dipartimento del Golfo, le forze militari ripresero il loro nome originale, cioè Armata del Golfo.

### Comandanti
- Maggior generale Edward Canby (1865)

### Maggiori battaglie e campagne
- Battaglia di Spanish Fort  (Canby)
- Battaglia di Fort Blakely  (Canby)